# Niwaella xinjiangensis
Niwaella xinjiangensis är en fiskart som beskrevs av Chen 2005. Niwaella xinjiangensis ingår i släktet Niwaella och familjen nissögefiskar. Inga underarter finns listade i Catalogue of Life.